# Wutai (Pingtung)
Wutai (chinesisch 霧臺鄉, Pinyin Wùtái Xiāng, Rukai: Vedai) ist eine Landgemeinde im Landkreis Pingtung auf Taiwan (Republik China).

## Lage
Wutai liegt an der Nordostspitze des Landkreises Pingtung. Die angrenzenden Gemeinden sind (von Norden im Uhrzeigersinn): Maolin (Stadtteil von Kaohsiung), die drei Gemeinden Yanping, Beinan und Jinfeng (alle im Landkreis Taitung), sowie die zwei Gemeinden Majia und Sandimen im Landkreis Pingtung. Die Gemeinde liegt im Taiwanischen Zentralgebirge und besteht dementsprechend aus Bergland mit meist schmal eingeschnittenen Tälern.
Im Jahr 2009 richtete der Taifun Morakot schwere Schäden an. In Wutai fielen in drei Tagen vom 7. bis 10. August 2009 1160 mm Niederschlag, was 40 Prozent des üblichen gesamten Jahresniederschlags entsprach. Wie die ganze Insel Taiwan ist auch Wutai ein erdbebengefährdetes Gebiet. Am 26. Februar 2012 ereignete sich ein Erdbeben der Magnitude MW 5,3 mit Hypozentrum in 26 Kilometern Tiefe unter Wutai.

## Bevölkerung
Im Jahr 2018 hatte die Gemeinde etwa 3200 Einwohner und eine Bevölkerungsdichte von 12 Einwohnern pro km². Damit war sie die am dünnsten besiedelte Gemeinde im Landkreis Pingtung. Die Bevölkerung besteht überwiegend aus Angehörigen des taiwanisch-indigenen Volks der Rukai.

## Wirtschaft
Die Wirtschaft der Gemeinde ist von der Landwirtschaft geprägt. Hauptanbauprodukte sind Süßkartoffeln, Taro, Maniok, Mais und Hirse. An Früchten werden Mango, Betelnuss, Pflaume, Pfirsich und Ume geerntet.

## Verwaltungsgliederung
Wutai ist in 6 Dörfer gegliedert (Namen in der Rukai-Sprache, in chinesischer Schrift und Transkription):

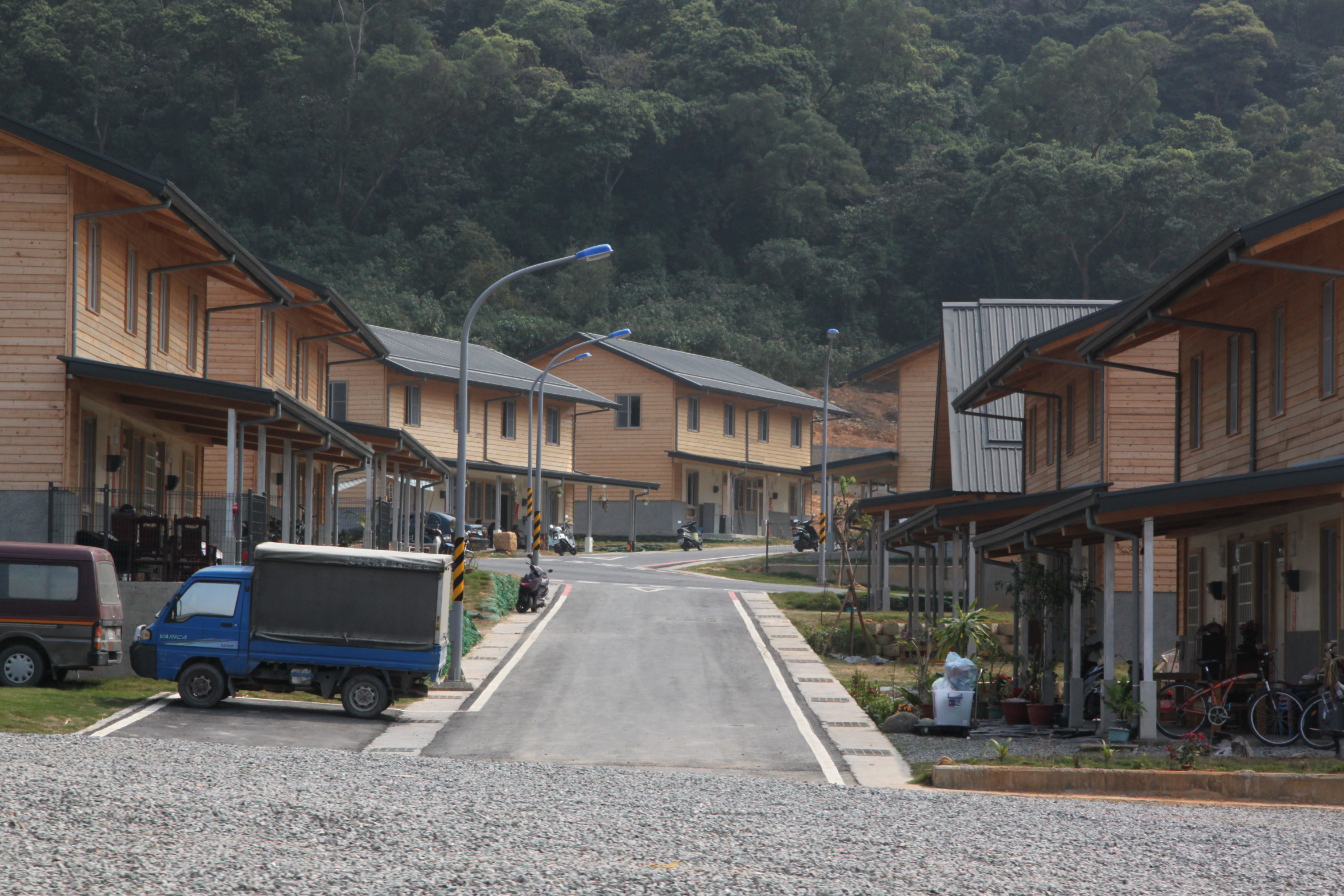
Neue Siedlung Kucapungane (nach 2009)

| Gliederung Wutais | Gliederung Wutais |
| --- | --- |
| - Labuwan / Labuane (大武村, Dawu) - Kinulane (吉露村, Jilu) - Adiri (阿禮村, Ali) - Kucapungane (好茶村, Haocha) - Karamemedesane (佳暮村, Jiamu) - Vudai (霧台村, Wutai) | Labuwan 大武村 b a a: Karamemedesane, 佳暮村 b: Kinulane, 吉露村 Adiri 阿禮村 ↑ zu Kucapungane Kucapungane 好茶村 Vudai 霧台村 |

## Sehenswürdigkeiten
Sehenswert und touristisch interessant sind zum einen die relativ unberührte Natur mit dichten Wäldern, Wasserfällen, (sub-)tropischer Vegetation und Blumengärten sowie zum anderen die Kultur und Lebenswelt der Rukai. Im Rukai-Museum werden Kunst und Artefakte der Rukai präsentiert. Als sehenswert gilt auch die presbyterianische Kirche in Wutai.
Durch die Eröffnung der Guchuan-Brücke im Oktober 2013, die mit einer Pfeilerhöhe von 99 Metern das Tal des Flusses Ailiao überspannt und die beiden Gemeinden Wutai und Sandimen verbindet, ist Wutai deutlich besser für Touristen zu erreichen.

## Kucapungane
1974 beschlossen die Bewohner der weit von den Verkehrswegen gelegenen Siedlung Kucapungane ihre alten Häuser aufzugeben und sich am benachbarten Ort Sinhaocha (新好茶) anzusiedeln, um besseren Zugang zur modernen Infrastruktur zu haben. Im Jahr 2009 mussten sie infolge des Taifuns Morakot erneut umziehen, nachdem ihre neue Ansiedlung von Überflutungen betroffen war. Die 1974 verlassene Siedlung mit ihren 163 Häusern, die mehrheitlich aus bearbeitetem Schieferstein bestanden, war der Natur preisgegeben und verfiel allmählich. Die Bedeutung der jahrhundertealten Siedlung als Kulturdokument der Rukai wurde später erkannt und die taiwanische Regierung erklärte den verlassenen Ort zum nationalen Kulturgut. Im Jahr 2016 setzte die in New York City basierte gemeinnützige Organisation World Monuments Fund das verlassene Rukai-Dorf Kucapungane auf seine Liste bedrohter Kulturbauten. Die Siedlung ist bis heute schwer zugänglich und kann nur zu Fuß über eine mehrstündige Wanderung erreicht werden.

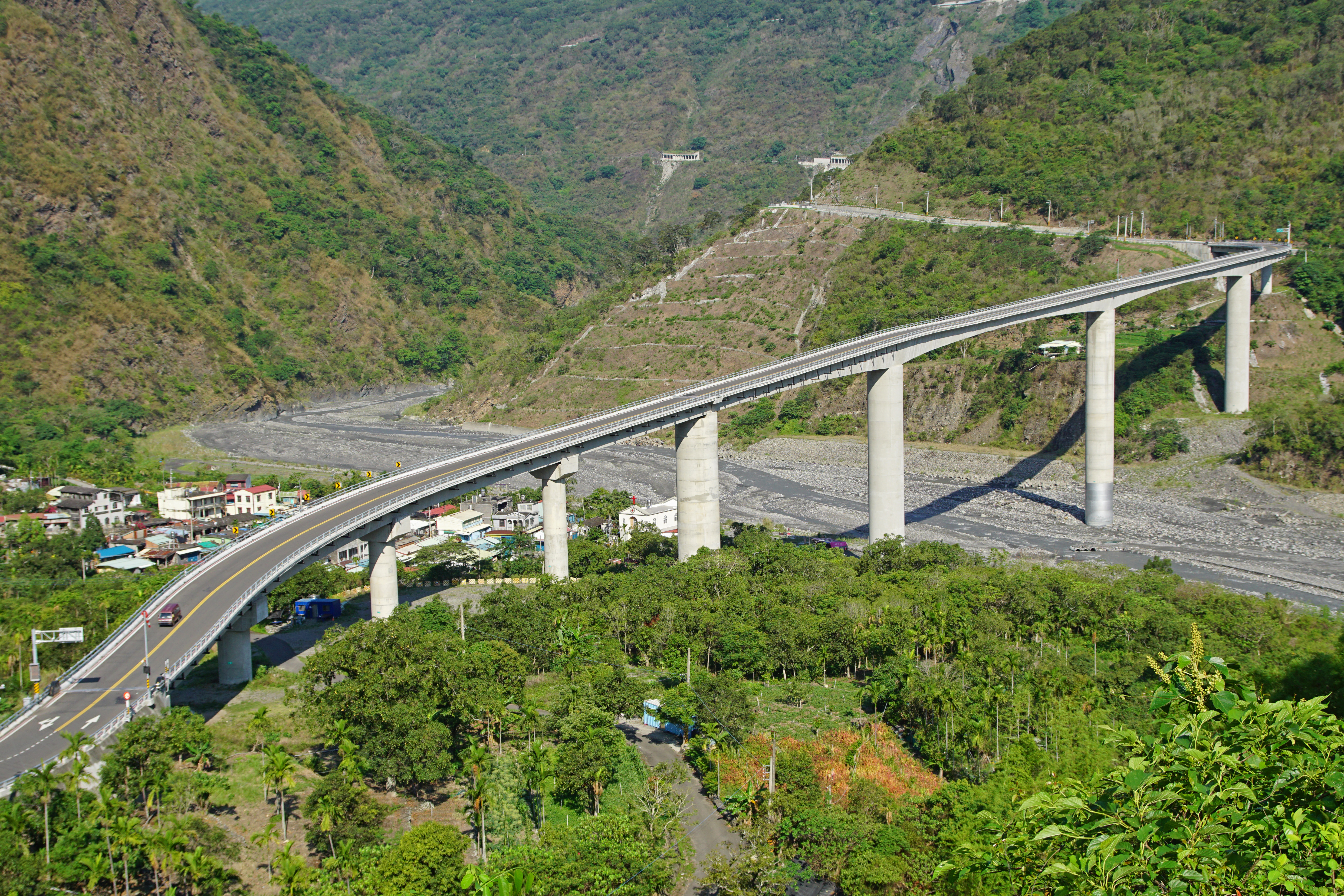
Guchuan-Brücke
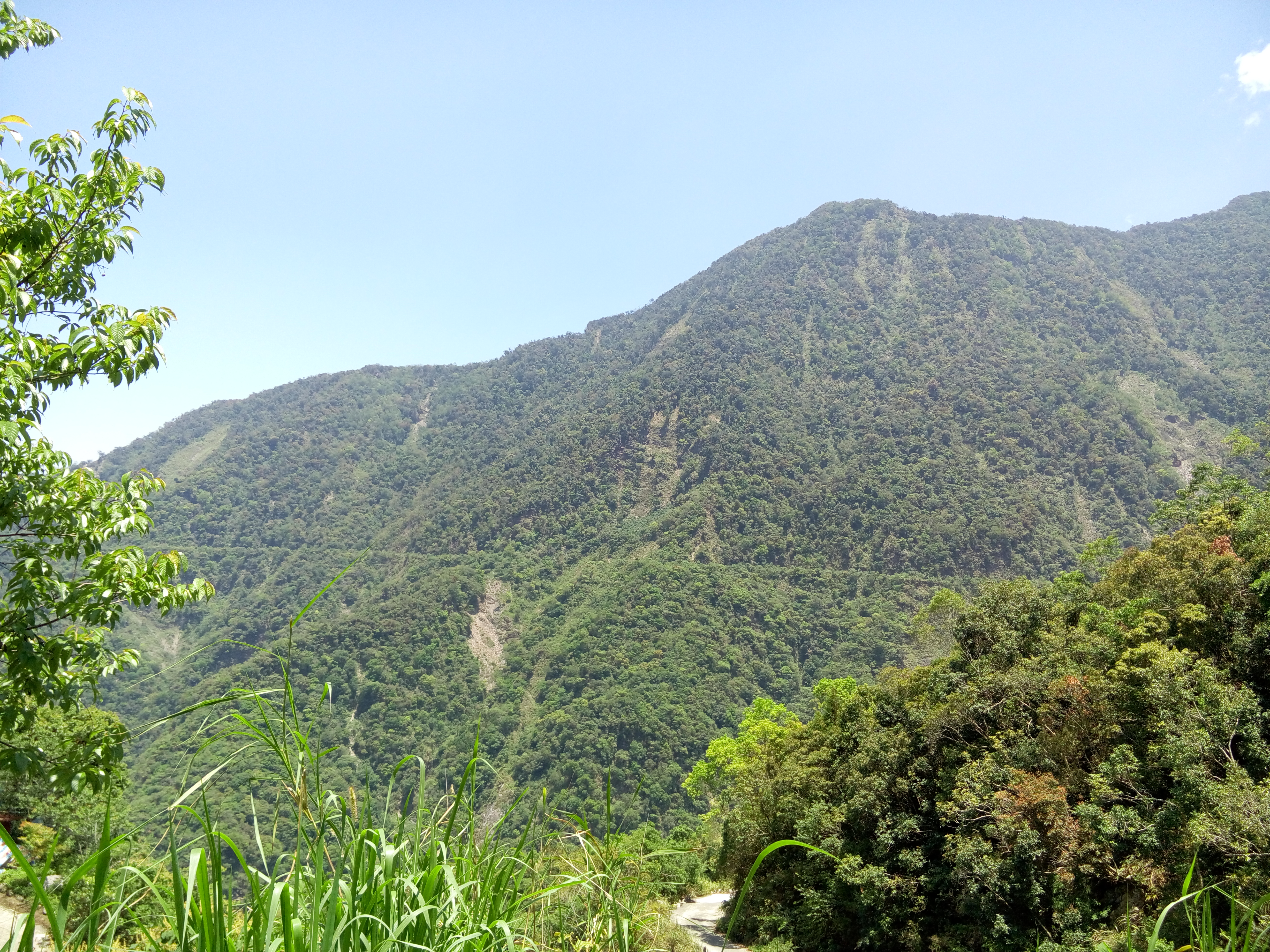
Berglandschaft in Adiri
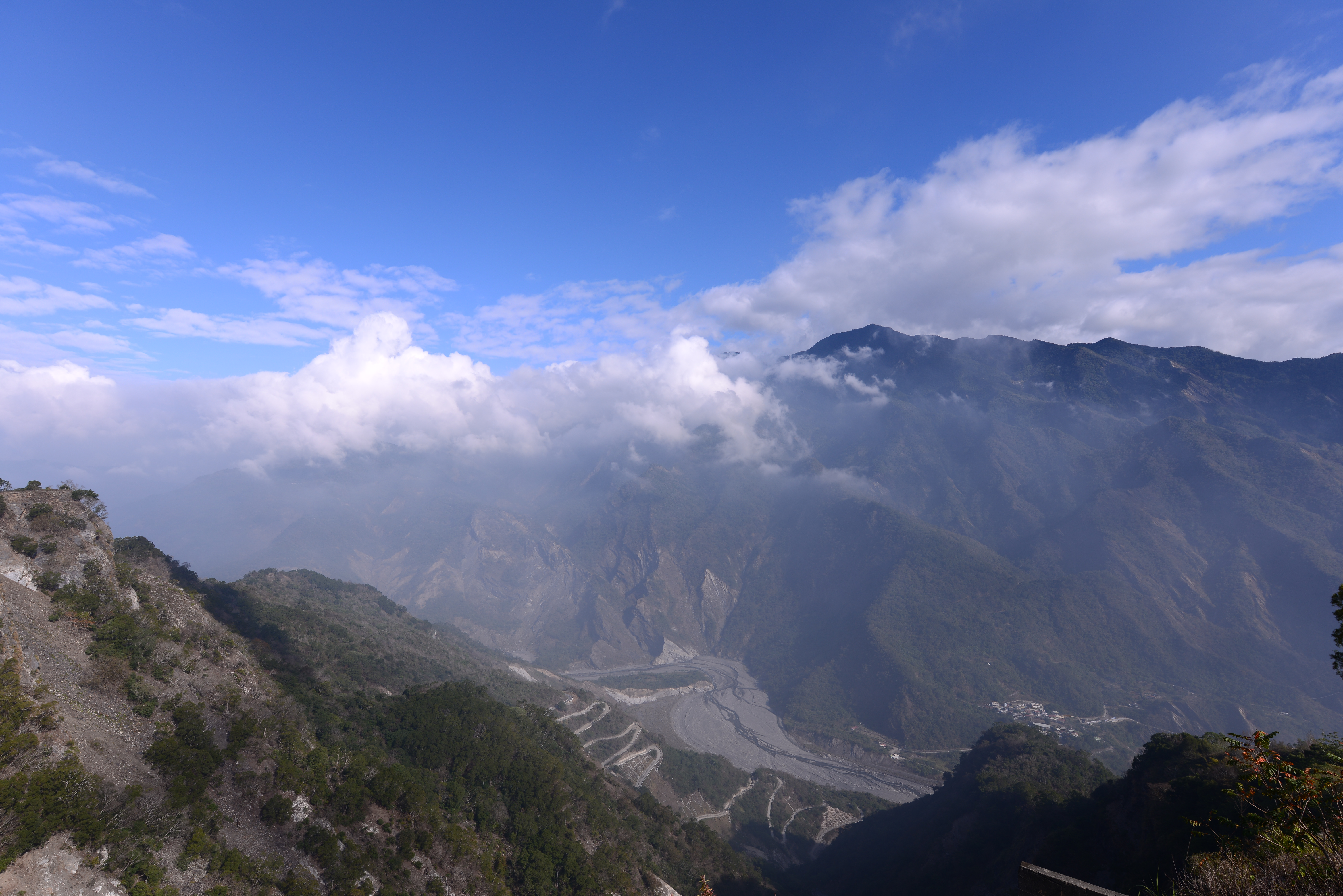
Im Bergland von Wutai